# 브와디스와프 실레보진스키
브와디스와프 실레보진스키(폴란드어: Władysław Ślebodziński IPA: [vwaˈdɨswaf ɕlɛbɔˈdʑiɲskʲi], 1884년 2월 6일 ~ 1972년 1월 3일)는 폴란드의 수학자이다. 미분기하학에 공헌하였다.

## 생애

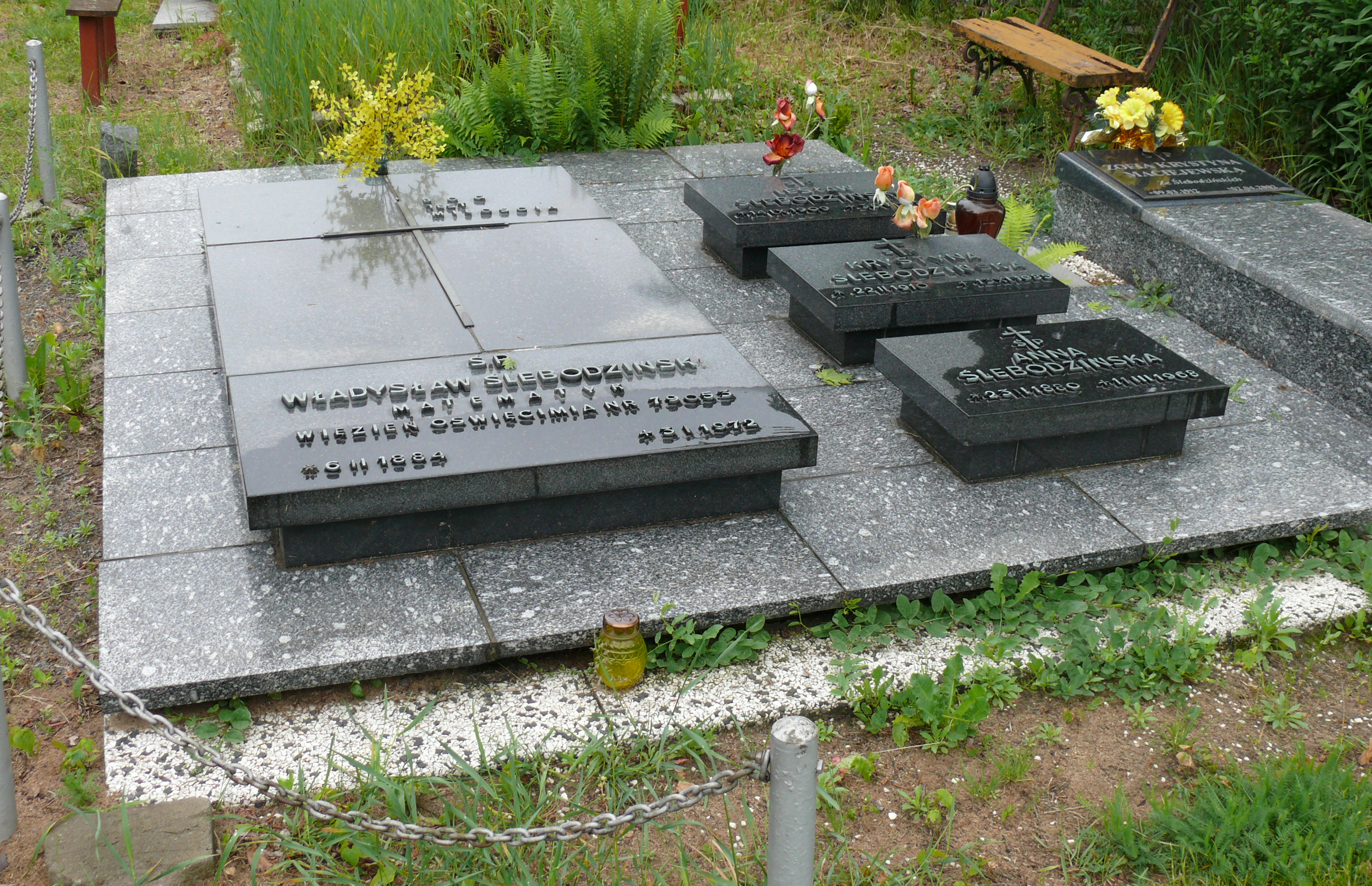
실레보진스키의 묘

1884년 2월 6일, 당시 오스트리아-헝가리 제국에 속했던 피슈니차(폴란드어: Pysznica)의 유대인 가정에서 태어났다. 야기엘론스키 대학교를 졸업하였으며, 야기엘론스키 대학교 강사가 되었다.
1921년에 포즈난 공업 고등학교 교사가 되었다. 1931년에 리 미분의 개념을 도입하였다.
이후 나치 독일이 폴란드를 침공하였으며, 홀로코스트 동안 1942년에 아우슈비츠 강제 수용소에 보내졌다. 여기서 실레보진스키는 79053번의 번호를 부여받았다. 수용소 속에서도 수학 강의를 했다고 전해진다.
전후 1945년에 동시에 브로츠와프 대학교와 브로츠와프 공과대학교의 교수가 되었으며, 1951년에는 브로츠와프 공과대학교에만 소속되게 되었다.
1972년 1월 3일 브로츠와프에서 사망하였다.

## 저서
- Pidek-Łopuszańska, H.; Ślebodziński, Władysław; Urbanik, Kazimierz (1958). 《Matematyka dla chemików》 (폴란드어). 바르샤바: Państwowe Wydawnictwo Naukowe.
- Ślebodziński, Władysław (1954). 《Formes extérieures et leurs applications. Volume I》. Monografie Matematyczne (프랑스어) 31. 바르샤바: Państwowe Wydawnictwo Naukowe.
- Ślebodziński, Władysław (1963). 《Formes extérieures et leurs applications. Volume II》. Monografie Matematyczne (프랑스어) 40. 바르샤바: Państwowe Wydawnictwo Naukowe.

## 참고 문헌
1. ↑  Ślebodziński, Władysław (1931). “Sur les équations canoniques de Hamilton”. 《Bulletin de la Classe des Sciences de l’Académie royale des sciences, des lettres et des beaux-arts de Belgique》 (프랑스어) 17: 864–870. JFM 57.0498.02.
2. ↑  Trautman, Andrzej (2009). 〈Remarks on the history of the notion of Lie differentiation〉.   Krupková, Olga; Saunders, David. 《Variations, geometry and physics. In honor of Demeter Krupka’s sixty fifth birthday》 (영어). Nova Science Publishers. 255–259쪽. ISBN 978-1-60456-920-9. Zbl 1208.53019. 2016년 12월 20일에 원본 문서 (PDF)에서 보존된 문서. 2016년 12월 13일에 확인함.